# Rijk de Gooyer

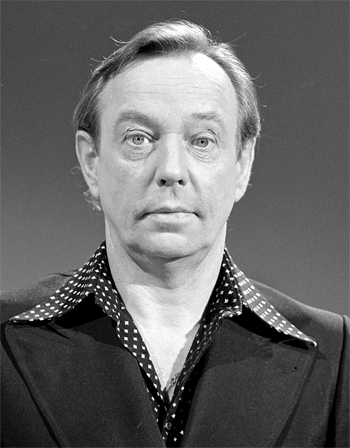
Rijk de Gooyer, 1975

Rijk de Gooyer, international auch Ryk de Gooyer (* 17. Dezember 1925 in Utrecht; † 2. November 2011 in Amsterdam) war ein niederländischer Schauspieler, Schriftsteller, Kolumnist und Sänger.

## Leben und Wirken
De Gooyer wurde als eineiiger Zwilling in eine calvinistische Familie hineingeboren. Im Frühjahr 1945 schloss er sich der niederländischen Befreiungsarmee an und wurde, da er neben Holländisch, Englisch und Französisch auch Deutsch sprach, von den britischen Besatzern als Dolmetscher eingesetzt. Er war bei der Befreiung des KZ Bergen-Belsen anwesend und will nach eigener Aussage auch an der Verhaftung bzw. Vernehmung von Heinrich Himmler beteiligt gewesen sein. Anschließend arbeitete er in der väterlichen Bäckerei.
Seine künstlerische Laufbahn startete de Gooyer 1948 als Hilfsreporter beim niederländischen Rundfunk NCRV, ehe er sich im Jahr darauf der Theaterschauspielerei zuwandte. Seine Bühnenkarriere begann Rijk de Gooyer am ABC Cabaret, anschließend war er auch an anderen Kleinkunstbühnen sowie am klassischen Sprechtheater engagiert. De Gooyer wurde anfänglich bevorzugt im komödiantischen Fach besetzt, ab 1952 kamen zahlreiche Angebote vom niederländischen Fernsehen hinzu. 1959 ging der schmale Künstler nach Berlin, um sich an der UFA-Filmschule fortzubilden. Als direktes Resultat erhielt der nahezu perfekt Deutsch sprechende de Gooyer eine kleine Filmrolle an der Seite von Curd Jürgens in Gerd Oswalds Verfilmung von Stefan Zweigs Schachnovelle. Nahezu zeitgleich wirkte er vorübergehend in Ostberlin als Regieassistent am Theater. Um Informationen über das kommunistische SED-Regime zu erhalten, soll er vom CIA angeworben und vergütet worden sein.
Das Kino gewann jedoch erst seit den ausgehenden 1960er Jahren an Bedeutung in de Gooyers Karriere. „Vor der Kamera deckte er quasi die gesamte Rollenpalette ab; er spielte den kleinen Gauner wie den Nazi- und Apartheidsschergen, den gelangweilten Mittelstandsbürger wie den arrivierten Wohlstandsspießer, den schlichten Polizeibeamten wie den cleveren Großstadtinspektor.“ Mehrfach sah man de Gooyer in Zeitstücken aus der Weltkriegs- und frühen Nachkriegszeit. Rijk de Gooyer trat sporadisch auch in deutschen Fernsehproduktionen auf; so sah man ihn beispielsweise 1982 als holländischen Kollegen von Schimanski in der Tatort-Folge Kuscheltiere. Im selben Jahr wurde er für sein Gesamtwerk mit dem nationalen Filmpreis Goldenes Kalb ausgezeichnet. Weitere Goldene Kälber gab es 1995 für seine Leistung in Hoogste tijd und 1999 in Madelief: Krassen in het tafelblad.
Rijk de Gooyer hat sich auch als Autor und Kolumnist (in der Haagse Post) betätigt und trat auch als Sänger in Erscheinung. 1967 landete er, gemeinsam mit Johnny Kraaykamp, mit dem Lied De Bostella einen Charthit: Zwei Wochen lang belegte das Duo im Dezember desselben Jahres Platz 1.

## Filmografie
- 1954: Secret File, U.S.A.
- 1955: Het wonderlijke leven van Willem Parel
- 1957: Kleren maken de man
- 1960: Schachnovelle
- 1961: De zaak van de kern (Fernsehfilm)
- 1962: Rififi in Amsterdam
- 1963: Sabrina (Fernsehfilm)
- 1969: De blanke slavin
- 1970: De inbreker
- 1971: Naakt over de schutting
- 1972: Geen paniek
- 1973: Een meisje van dertien
- 1974: Rufus
- 1975: Een winkelier keert niet weerom
- 1975: Die Wilby-Verschwörung (The Wilby Conspiracy)
- 1977: Der Soldat von Oranien (Soldaat van Oranje)
- 1978: Auf Achse (Fernsehserie, Episode: Schwarze Fracht)
- 1978: De mantel der liefde
- 1979: Nosferatu – Phantom der Nacht
- 1979: Outsider in Amsterdam (Grijpstra en de gier)
- 1979: Zeit zu sterben (Seven Graves for Rogan) (UA: 1982)
- 1979: Lucky Star
- 1981: Rigor Mortis
- 1981: Der Flug der Regenvögel (Een vlucht regenwulpen)
- 1981: Het verboden bacchanal
- 1982: Een akkoord
- 1982: Tatort: Kuscheltiere (Fernsehreihe)
- 1983: Zwarte ruiter
- 1983: An bloem
- 1983: Vroeger kon je lachen
- 1984: Schatjes!
- 1984: Ciske de rat
- 1984: Der Mörder kommt bestimmt (De prooi)
- 1985: Im Schatten des Sieges (In de schaduw van de overwinning)
- 1985: Op hoop van zegen
- 1986: Teufels Großmutter (Fernsehserie)
- 1986: Mama is boos!
- 1987: De ratelrat
- 1987–1990: Wartesaal zum kleinen Glück (Fernsehserie, mehrere Folgen)
- 1989: De avonden
- 1990: Wie gut, daß es Maria gibt (Fernsehserie)
- 1991: Späte Einsichten (Bij nader inzien) (Fernseh-Mehrteiler)
- 1993: Freunde fürs Leben (Fernsehserie, Episode: Prügelknabe)
- 1994: Hoogste tijd
- 1996: Das geheimnisvolle Kleid (De jurk)
- 1998: Madelief: Krassen in het tafelblad
- 1999: Der Ball (De bal)
- 2001: Qui vive
- 2009: Happy End